# Onegesius
Onegesius (Priscus: Όνηγήσιος, "Onegesios") là một logades (đại thần) đầy thế lực người Hung nắm giữ quyền lực thứ hai chỉ sau Attila. Ông được coi như là Hunigasius, thông dịch và người phát ngôn của Attila trong Vita s. Lupi. Theo lời Priscus thì ông "ngồi trên một chiếc ghế bên phải nhà vua" tức là Attila.

## Lịch sử
Priscus trên đường thực hiện sứ mệnh ngoại giao tại triều đình của Attila vào năm 448 hay 449, có nói là Onegesius sống trong cùng một ngôi làng rất đông dân là nơi ở của Attila. Ông kể lại: 
"Sau trại của đức vua, căn lều của Onegesios trông thật lộng lẫy và còn có thêm một bức tường gỗ. Chỗ ở của ông không được trang hoàng bằng những tháp canh như của Attila; đúng ra có một cái nhà tắm, không xa chỗ tường bao quanh, mà Onegesios là một kẻ xuất chúng trong số những người Scythia [Hung] đi theo Attila, đã xây dựng nhà tắm khá lớn bằng cách chở đá từ xứ Paionia... kiến trúc sư nhà tắm bị bắt làm tù binh được đưa về từ Sirmium... Onegesios bắt anh ta làm kẻ hầu hạ mình và các chiến hữu khi họ đang tắm".

Theo lệnh của Onegesius, Priscus và Maximinus đều được vợ ông ra đón tiếp ngay tại căn lều của mình. Niềm vinh dự và sự tôn trọng những người ủng hộ mình mới là điều quan trọng đối với Attila theo như lời chứng nhận của Priscus:
"Attila đến gần nơi ở của Onegesios, vợ của Onegesios bước ra ngoài với vô số kẻ hầu người hạ, một số đang bưng rượu và đồ ăn đến. Đây là niềm vinh dự rất lớn đối với phụ nữ Scythia. Bà chào đón ông và khẩn cầu ông dự phần vào bữa tiệc mà bà tận tình mang ra. Đáp lại thiện ý của vợ viên cố vấn, ông ngồi ăn trên mình ngựa trong khi đám tùy tùng man tộc dâng dĩa thịt lên cho ông".

Priscus kể lại một câu chuyện hiếm hoi của một người Hy Lạp mà ông gặp phải trong làng, luôn tìm cách chuộc lại tự do từ người Hung, nhưng đã quyết định sống chung với bọn họ: 
"Ông ta là một thương nhân La Mã nói tiếng Hy Lạp đến từ Viminacium, một thành phố bên sông Danube... Khi thành phố bị người rợ chiếm [Hung, 441], ông ta mất hết của cải và toàn bộ tài sản đều được giao lại cho Onegesius, để vị thủ lĩnh Attila... được chọn những tên tù binh của họ từ trong đám tù binh giàu có. Sau khi chứng tỏ sự dũng cảm của mình trong những trận chiến về sau với người La Mã và Akatziri, theo đúng luật lệ [người Hung], phải giao chiến lợi phẩm cho chủ nhân thì mới chuộc lại tự do. Ông lấy vợ người rợ và có con với nhau, và được ngồi dự tiệc chung với Onegesius, giờ đây ông ta đã có được cuộc sống tốt hơn nhiều so với khi trước".

Onegesius và em là Skottas là những người có mối quan tâm đặc biệt đến người La Mã khi họ ám sát bất thành Attila vào năm 448 hay 449, gồm cả Chrysaphius và Edeko người Hung, nhưng Onegesius đã đi mất rồi. Priscus kể lại "Từ lúc Onegesius ra đi, tôi có nói là [Skottas] cần ủng hộ chúng tôi, và hơn cả anh trai của mình, trong việc theo đuổi vụ béo bở này. Tôi nói rằng chúng tôi thừa hiểu Attila luôn tuân theo những chỉ dẫn của ông, nhưng chúng tôi sẽ không vững tin các báo cáo về ông trừ khi chúng tôi biết được quyền lực của ông nhờ sự từng trải. Ông ta trả lời rằng không ai ngờ là Attila coi trọng lời nói và hành động của ông ngang ngửa người anh của mình. Và ông ta liền cưỡi ngựa và phi nước đại đến lều của Attila".
Người rợ đã hành động một cách khôn khéo và "chờ đợi sự trở về của Onegesios nhằm giao nộp những món quà chúng ta muốn lấy và những thứ hoàng đế gửi đến". Onegesios "cùng với trưởng nam (có thể là Ellac) của Attila, đã được phái đến chỗ Akateri, một người Scythia kết thành đồng minh với Attila". Khi các bộ lạc và gia tộc Akatziroi đều nằm dưới sự cai trị của những thủ lĩnh khác nhau, hoàng đế Theodosius II đã cố gửi tặng vật để làm cho họ gây thù kết oán lẫn nhau, mà những món quà này lại không được trao theo cấp bậc, Kouridachos đã cảnh báo và kêu gọi Attila chống lại các thủ lĩnh này. Vì vậy mà Attila đã ra tay, Kardach được ở lại với bộ lạc hoặc gia tộc của mình ở vùng lãnh thổ riêng, trong khi phần còn lại của Akatziroi buộc phải thần phục Attila. Ông ta "mong muốn lập người con trưởng của Attila lên làm vua của họ, và do vậy đã phái Onegesios làm điều đó".

Maximinus không biết rằng âm mưu đã thất bại, cố gắng hối lộ Onegesius, "đã đến lúc để cho Onegesios có tiếng tăm lớn hơn trong bọn họ, nếu ông ta đi đến chỗ hoàng đế, sử dụng trí thông minh của mình để hiểu rõ về các cuộc tranh chấp của họ và dựng nên sự hài hòa giữa người La Mã và người Hung. Mà theo ông nói rằng không những từ rày về sau đều có lợi cho cả hai quốc gia, mà nó còn mang lại nhiều lợi ích cho chính nhà ông: bản thân ông và các con của ông sẽ mãi mãi là những người bạn của hoàng đế và con cháu ông ta". Cho rằng điều này phải được thực hiện bằng cách vượt sang lãnh thổ La Mã, thiết lập mối quan hệ với hoàng đế, nghiên cứu và giải quyết các nguyên nhân gây ra tranh chấp. Onegesius đã trả lời: 
"Ông muốn nói với hoàng đế và triều đình của ông ta về những điều mà Attila muốn. Hay như ông nói, người La Mã nghĩ là họ vỗ về ông nhiều đến mức ông sẽ hoàn toàn phản bội lại chủ của mình và khinh miệt công ơn dưỡng dục của ông ấy đối với toàn thể người Scythia và vợ con của họ? Họ có nghĩ rằng ông không hề do dự được làm kẻ bề tôi của Attila còn vĩ đại hơn là sống trong cảnh giàu sang với người La Mã? Ông nói rằng thà sống ở quê nhà còn hữu ích hơn (kể từ khi ông xoa dịu trái tim của chủ mình bất cứ khi nào ông trở nên nổi nóng với người La Mã) so với chuyến đi đến lãnh thổ La Mã và bị nghi ngờ về các hành động trái với những nguyên tắc của Attila".

Rốt cuộc ông cùng với viên thư ký Roustikios đã soạn thảo một bức thư theo ý muốn của Attila được chuyển đến hoàng đế. Ông còn thả vợ của một tên Sullos nào đó để đổi lấy 500 đồng vàng, và con cái của hắn thì đem làm quà tặng hoàng đế. Họ đều bị bắt sau khi thành Ratiaria thất thủ.

## Từ nguyên
Onegesius là một dạng Hy Lạp hóa tên gọi, như -os/-us là các hậu tố trong tiếng Hy Lạp. Otto Maenchen-Helfen đã coi cái tên này có gốc gác Đông German. Nguyên âm hun- bắt nguồn từ tiếng German tối cổ và hun trong tiếng Cổ Anh, húnn trong tiếng Cổ Bắc Âu (gấu con, thanh niên), và hūn (tối cao) trong tiếng tiền German. Kemp Malone đã phủ nhận nguồn gốc có khả năng xuất phát từ tiếng German. Omeljan Pritsak thì lại cho rằng Onegesi/Hunigasi bắt nguồn từ nguyên âm *ünen (sự thật) trong tiếng Mông Cổ và hậu tố gās-i của tiếng Thổ Oghuz. Dạng tái cấu trúc này thực ra là một hình dung từ *üne-gāsi (thành thật, trung thực, thật thà, trung thành), mà Onegesius đã bày tỏ lòng trung thành của mình đối với Attila.